# 罪孽牢笼
《罪孽牢笼》（羅馬化：Krong Kam）是Act Art Generation Co., Ltd.制作，改编自泰国作者朱拉玛尼（Chulamani）的同名小说，由纳克昂·庞塞耶农（Au）、庞帕特·沃希雷伯乔（Off）执导，蓝妮·卡彭、麦尔·洽隆普拉、吉拉宇·唐思苏克等主演的泰国年代家庭复仇剧。剧集于2019年2月26日起至4月30日在泰国第3电视台播出，为另一电视剧《最恨最爱》（2015年）的前传。此外，此剧也是泰国第3电视台2019年收视率最高的电视剧。

## 剧情简介
故事背景设定于1967年，Yoi（麦尔·洽隆普拉 饰）是泰国华裔家庭「Asawarungruangkit」的一分子，育有四个儿子的母亲，为人保守。她的长子Achai（塔克利·达万鹏 饰）是一名士兵，尽管他已经有未婚妻Philai（皮茶帕·潘图慕钦达 饰），他还是把怀孕的妓女Reynu娶进门（蓝妮·卡彭 饰）。Yoi无法接受这一点，想尽一切办法让他离开Reynu这个风尘女子，但还是失败了，她不知道Reynu施展了巫术来束缚她儿子的心。她决定让Philai嫁给她的二儿子Atong（查南提普·坡通卡 饰），以避免羞耻，尽管Atong喜欢一位名叫Janta（普里扬特·贾坎特 饰）的工人，并决定把房子和商店交给Atong，这些她本应该给她的长子。
她的第三个儿子Asa（吉拉宇·唐思苏克 饰）是最善良，英俊、聪明又迷人。当Yoi发现他对Janta暗生情愫时，她担心他会像他的长兄那样，并决定让他娶一个富家小姐。她不知道的是，这个家庭在欺骗他娶他们已经怀孕的女儿，以免遭人闲话。
小儿子Asee（哇提勒维·拍桑固翁 饰）还是一名学生。他自幼受宠，对自己的行为极不负责任。他遇到Reynu的妹妹，他被她迷住了，并试图向她求爱。
Yoi用所谓的“爱”来困住所有人，故事最后会如何发展...

## 演员阵容
- 蓝妮·卡彭 饰 Reynu
- 吉拉宇·唐思苏克 饰 Kamol Asawarungruangkit（Asa）
- 麦尔·洽隆普拉 饰 Yoi
- 塔克利·达万鹏 饰 Pathom Asawarungruangkit（Achai）
- 奥兰娜特·D·卡芭蕾斯 饰 Phiangpen
- 登坤·恩加内特 饰 Karn
- 哇提勒维·拍桑固翁 饰 Mongkol Asawarungruangkit（Asee）
- 阿丽莎拉·翁差丽 饰 Tim
- 普里扬特·贾坎特 饰 Janta
- 皮茶帕·潘图慕钦达 饰 Philai
- 琳拉达·考布瓦赛 饰 Wanna
- 吉帕侬·克珑卡弗 饰 Jinnakorn
- 妮莎春·唐苏努恩 饰 Bang-orn
- 图恩雅芳·帕塔拉媞拉猜差容 饰 Boonplook
- 西琳娜·维迪亚芙 饰 Ornpannee
- 卡洛琪达·坤苏婉 饰 Mala
- 查南提普·坡通卡 饰 Prasong Asawarungruangkit（Atong）
- 彭提瓦特·唐万查洛  饰 Rewat、Pok（少年时期）
- 爱琳·尤格达塔  饰 Saithong（客串）

## 劇集迴響

### 泰國電視收視率
- 收視最低的集數以藍色表示，收視最高的集數以紅色表示，而空格則表示該集的收視沒有相關數據。
- 此剧首播时的收视率虽然仅有3.167[6]，但第19集（大结局）播出后的收视率创新高，成为当日黄金时段收视率最高之剧[7]，每集平均收视率为6.24[8]。

| 集數 No.   | 播放日期      | 播放時段 (UTC+07:00) | 平均收視率 | 來源  |
| ---------- | ------------- | -------------------- | ---------- | ----- |
| 1          | 2019年2月26日 | 星期二 20:20         | 3.17       | [ 9 ] |
| 2          | 2019年3月4日  | 星期一 20:20         | 3.45       | [ 9 ] |
| 3          | 2019年3月5日  | 星期二 20:20         | 3.71       | [ 9 ] |
| 4          | 2019年3月11日 | 星期一 20:20         | 4.70       | [ 9 ] |
| 5          | 2019年3月12日 | 星期二 20:20         | 5.09       | [ 9 ] |
| 6          | 2019年3月18日 | 星期一 20:20         | 5.06       | [ 9 ] |
| 7          | 2019年3月19日 | 星期二 20:20         | 5.74       | [ 9 ] |
| 8          | 2019年3月25日 | 星期一 20:20         | 4.81       | [ 9 ] |
| 9          | 2019年3月26日 | 星期二 20:20         | 5.47       | [ 9 ] |
| 10         | 2019年4月1日  | 星期一 20:20         | 5.66       | [ 9 ] |
| 11         | 2019年4月2日  | 星期二 20:20         | 6.32       | [ 9 ] |
| 12         | 2019年4月8日  | 星期一 20:20         | 7.26       | [ 9 ] |
| 13         | 2019年4月9日  | 星期二 20:20         | 7.35       | [ 9 ] |
| 14         | 2019年4月15日 | 星期一 20:20         | 5.89       | [ 9 ] |
| 15         | 2019年4月16日 | 星期二 20:20         | 7.39       | [ 9 ] |
| 16         | 2019年4月22日 | 星期一 20:20         | 7.58       | [ 9 ] |
| 17         | 2019年4月23日 | 星期二 20:20         | 8.85       | [ 9 ] |
| 18         | 2019年4月29日 | 星期一 20:20         | 9.95       | [ 9 ] |
| 19         | 2019年4月30日 | 星期二 20:20         | 11.14      | [ 9 ] |
| 平均收視率 | 平均收視率    | 平均收視率           | 6.24       | 1     |

^1  基於每集的平均觀眾份額。

## 電視節目的變遷
| 新加坡 新传媒U频道 星期六至日 21:00 - 23:00（兩集連播） | 新加坡 新传媒U频道 星期六至日 21:00 - 23:00（兩集連播）           | 新加坡 新传媒U频道 星期六至日 21:00 - 23:00（兩集連播） |
| ------------------------------------------------------- | ----------------------------------------------------------------- | ------------------------------------------------------- |
|                                                         | 罪孽牢籠 （2020年11月7日 - 2021年1月30日） （华语及泰语，双声道） |                                                         |
| 查龍藥師 （2020年9月6日 - 2020年11月7日）               | 鐵石心腸 （2021年1月30 - 2021年3月28日）                          |                                                         |